# П'ятеда
П'ятеда (італ. Piateda) — муніципалітет в Італії, у регіоні Ломбардія,  провінція Сондріо.
П'ятеда розташовані на відстані близько 520 км на північний захід від Рима, 100 км на північний схід від Мілана, 6 км на схід від Сондріо.
Населення — 2272 особи (2014).

## Демографія
Населення за роками:

Станом на 1 січня 2023 року в муніципалітеті офіційно проживали 73 іноземці з 25 країн, серед них 24 громадяни країн Євросоюзу та 1 громадянин України.

## Сусідні муніципалітети
- Альбозаджа
- Кайоло
- Карона
- Фаедо-Вальтелліно
- Монтанья-ін-Вальтелліна
- Поджриденті
- Понте-ін-Вальтелліна
- Трезівіо
- Вальбондьйоне